# Henry Percy, 2. Baron Percy

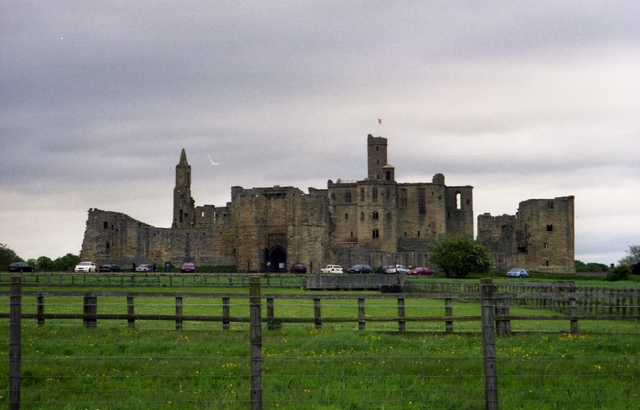
Henry Percy, 2. Baron Percy erwarb Warkworth Castle für seine Familie

Henry Percy, 2. Baron Percy (of Alnwick) (auch Henry de Percy; * 1301; † 26. Februar 1352 in Warkworth Castle) war ein englischer Militär und Magnat. In der Familiengeschichte der Percys nimmt er eine ähnlich bedeutende Stellung wie sein Vater Henry Percy, 1. Baron Percy ein, der die führende Stellung der Familie in Northumberland begründet hatte. Der zweite Baron Percy baute diese Stellung durch den Erwerb von Warkworth weiter zu einem Territorium in Nordengland aus. Zwar verlor er durch das Scheitern des Thronanspruchs von Edward Balliol weitere Ländereien in Schottland, doch seine Rolle im Kampf gegen Schottland machte ihn zu einem unverzichtbaren Vasallen der englischen Könige und sicherte seiner Familie ständige Bedeutung in der englischen Politik gegenüber Schottland.

## Herkunft und Erbe
Henry Percy entstammte der anglonormannischen Familie Percy. Er wurde vermutlich im Februar 1301 als ältester Sohn von Henry Percy, 1. Baron Percy und von dessen Frau Eleanor FitzAlan, einer Tochter von John FitzAlan, geboren. Sein Vater starb 1314, und im Oktober 1318 erhielt Percy trotz seiner Minderjährigkeit die Verwaltung von Alnwick Castle und, mit Ausnahme der Besitzungen in Yorkshire, der anderen Ländereien seines Vaters.

## Engagement im Krieg gegen Schottland
Im Mai 1321 nahm Percy nach dem Despenser War am Treffen der nordenglischen Barone mit Thomas of Lancaster teil, unterstützte jedoch nicht weiter dessen Rebellion gegen König Eduard II. Stattdessen blieb er dem König gegenüber loyal und leistete ihm am 26. Dezember 1321 Hommage, worauf er das vollständige Erbe seines Vaters übernehmen durfte. Am 26. März 1322 wurde er unter dem Befehl von Andrew Harclay, 1. Earl of Carlisle, zum Krieg gegen Schottland aufgerufen und am 10. September desselben Jahres zum Ritter (Knight of the Bath) geschlagen. Im September 1322 diente er unter David Strathbogie in Northumberland, wo er besonders mit der Verteidigung seiner Burg Alnwick beauftragt wurde. Im April 1323 diente Percy in Schottland als Geisel für die Sicherheit des schottischen Gesandten, des Earl of Moray, der für Verhandlungen nach England gereist war. Im Juli 1325 wurde er beauftragt, für die Einhaltung des Waffenstillstandes mit Schottland zu sorgen.
Percy unterstützte Königin Isabelle, als diese im September 1326 in England landete und erfolgreich gegen ihren Mann König Eduard II. und die Herrschaft von dessen Günstlingen, den Despensers, rebellierte. Als wenige Wochen nach der Krönung des neuen Königs Eduard III. im Februar 1327 die Schotten einen neuen Überfall über die Grenze führten, wurde Percy am 27. Februar mit der Verteidigung von Nordengland betraut, wofür ihm 100 Men-at-arms zusätzlich zu seinen eigenen Kräften zur Verfügung gestellt wurden. Kurz darauf wurde er zum Hüter der Scottish Marches ernannt. Am 5. September 1327 wurde sein Amt als Hüter der Scottish Marches bis Weihnachten verlängert. Am 9. Oktober wurde er zu einem der beiden Gesandten ernannt, die einen endgültigen Frieden mit Schottland schließen sollten, worauf er mit das Abkommen von Edinburgh und Northampton aushandelte. Während der Verhandlungen verfolgte er dabei zweifelsfrei auch eigene Interessen. Noch am 28. Juli 1326 hatte ihm der schottische König Robert Bruce Ländereien in Schottland, die seinem Vater gehört hatten, vor allem die Baronie Urr in Galloway sowie Red Castle in Angus, zugesprochen. Percy gehörte damit zu den sogenannten Enterbten, die wegen des Krieges Ländereien in Schottland verloren hatten oder zumindest dort Ländereien beanspruchten. Percys Ansprüche waren dabei rechtlich sehr zweifelhaft. Am 3. Juni 1331 zahlte er dem rechtmäßigen Erben der Ländereien 200 Mark, damit er auf seine Ansprüche verzichtete. Dies zeigt aber auch, dass er wenigstens für kurze Zeit über die beanspruchten Ländereien verfügen konnte.

## Unterstützung des Thronanspruchs von Edward Balliol
Die Beziehungen zwischen Schottland und England verschlechterten sich wieder, als nach dem Tod von Robert Bruce Edward Balliol den von seinem Vater verlorenen schottischen Thron beanspruchte und mit Hilfe eines Teils der Enterbten 1332 in Schottland einfiel. Percy verhielt sich anfangs zurückhaltend und abwartend, doch als der englische König Eduard III. nach kurzer Zeit offen Balliol unterstützte, sagte auch Percy am 9. Mai 1333 Balliol seine Hilfe zu und versprach ihm, 100 Waffenknechte oder 30 Ritter zu stellen. Balliol versprach ihm dafür Ländereien in Schottland, aus denen Percy 2000 Mark Jahreseinkünfte beziehen sollte. In weniger als drei Monaten hatte Percy sein Ziel fast erreicht. Nach der Eroberung von Berwick und dem Sieg bei Halidon Hill erhielt Percy am 29. Juli 1333 Teile von Lochmaben sowie Annandale und Moffat. Am 5. September 1333 erhielt er eine Reihe beschlagnahmter Güter bei Stirling, und am 20. September erhielt er weitere Besitzungen bei Lochmaben. Mit diesen Ländereien kam er fast auf die versprochene Summe von 2000 Mark an Jahreseinkünften.
Percy war so zu einem der wichtigsten Unterstützer von Balliol geworden. Seine Bedeutung, die sich vor allem während der Belagerung von Berwick gezeigt hatte, führte dazu, dass Balliol die Ansprüche anderer Enterbter zugunsten von Percy ignorierte. Edward de Bohun, ein jüngerer Sohn von Humphrey de Bohun, 4. Earl of Hereford beanspruchte beispielsweise auch Lochmaben und Annandale, die sein Vater 1306 von König Eduard I. erhalten hatte. Als Balliol weite Teile von Südschottland an den englischen König abtrat, schien eine Lösung des Konfliktes zwischen Bohun und Percy möglich. Am 20. September 1334 trat Percy seine Ländereien in Südschottland an die englische Krone ab. Im Gegenzug erhielten er und seine Erben von Eduard III. Jedburgh Castle und den Wald von Jedburgh, die etwa 1000 Mark im Jahr wert waren, sowie eine Pension von 500 Mark, die aus den Zöllen von Berwick sowie aus der Verwaltung von Berwick Castle bestritten werden sollte.
Dies waren noch nicht alle Vorteile, die Percy zu Beginn der Herrschaft Eduards III. aus den schottischen Kriegen hatte. Er hatte einem Vertrag zugestimmt, dass er lebenslang mit einer Kompanie Waffenknechte für den König dienen würde und dafür jährlich 500 Mark erhalten sollte. Am 1. März 1328 gewährte ihm die Krone unter Verzicht auf die jährlichen 500 Mark die Besitzungen der Familie Clavering in Northumberland, wozu auch die Baronie Warkworth samt Warkworth Castle gehörte. Diesen Vertrag erklärte das Parlament 1331 für unzulässig und Percy musste Warkworth dem König übergeben. Dieser vergab Burg und Baronie dann jedoch, mit Zustimmung des Parlaments, als Lehen an Percy. Der letzte männliche Angehörige der Familie Clavering starb 1332, und nach dem Tod seiner Witwe 1345 fielen alle Besitzungen der Familie in Northumberland endgültig an Percy.

## Sicherung der Scottish Marches
Im Sommer 1334 bedrohte eine Rebellion Balliols Herrschaft in Schottland, worauf Eduard III. ihn in den nächsten drei Jahren weiter unterstützte. Nach Beginn der Rebellion ernannte Eduard am 3. August 1334 Percy und Ralph Neville zu Hütern der Scottish Marches und der Ländereien des Königs in Schottland. Im Januar 1335 schlug Percy einen schottischen Überfall auf Redesdale zurück. Im Juli 1335 spielte er eine wichtige Rolle bei einem englischen Feldzug, bei dem zwei Abteilungen nach Schottland vorstießen. Percy war dabei der Kommandeur der englischen Abteilung, die Balliol von Berwick aus führte. 1336 und 1337 begleitete er Eduard III. bei dessen Feldzügen nach Schottland. Die Engländer konnten jedoch die Herrschaft von Edward Balliol nicht mehr durchsetzen, und in den nächsten Jahren trat die Bedeutung des schottischen Unabhängigkeitskrieges gegen den beginnenden Hundertjährigen Krieg mit Frankreich zurück. Nachdem der König die Kriegsführung gegen Frankreich übernommen hatte, übernahm Percy mit die Sicherung der Grenze zu Schottland. Aufgrund dieser Stellung ernannte ihn der König am 28. April 1340 zu einem der Ratgeber für Edward, den jungen Prince of Wales, als er nach Flandern zog.
Als der König und der Prince of Wales 1346 zu dem Feldzug nach Frankreich aufbrachen, der zu der Schlacht von Crecy führte, blieb Percy als einer der Verwalter des Königreichs zurück. Als der schottische König David II. daraufhin mit einer Armee in Nordengland einfiel, führte Percy die erste Abteilung der englischen Truppen, die die schottische Armee stellten und in der Schlacht von Neville’s Cross entscheidend besiegten. Wegen Krankheit konnte er jedoch am englischen Gegenangriff nach Schottland nach der Schlacht nicht teilnehmen. Die Gefangennahme des schottischen Königs und der Tod oder die Gefangennahme zahlreicher schottischer Magnaten bei Neville’s Cross bot den Engländern ähnlich wie 1333 die Gelegenheit, weite Teile Schottlands zu erobern. Am 26. Januar 1347 schloss Percy mit Lionel of Antwerp, einem jüngeren Sohn des Königs, der während der Abwesenheit seines Vaters das Reich verwaltete, ein Abkommen, nach dem er für ein Jahr mit 100 Waffenknechten und 100 berittenen Bogenschützen in Schottland diente. Die Führung der Invasionsarmee übernahm wieder Edward Balliol, der eine Abteilung der Armee von Carlisle aus führte, während Percy die andere von Berwick aus führte. Die Armee war zwar nicht stark genug, um für Balliol den schottischen Thron zurückzuerobern, sicherte jedoch die englischen Besitzungen in Südschottland und stärkte Percys Kontrolle über Jedburgh. Die beanspruchten Besitzungen bei Stirling musste er dagegen aufgeben.

## Familie und Nachkommen
Percy heiratete 1314 Idonea († 1365), eine Tochter von Robert de Clifford, 1. Baron de Clifford und von dessen Frau Maud de Clare. Mit ihr hatte Percy sechs Söhne und vier Töchter:
- Henry Percy, 3. Baron Percy (um 1320–1368)
- Richard Percy
- Roger Percy
- Thomas Percy (um 1332–1369), Bischof von Norwich
- William Percy
- Margaret de Percy (um 1318–1375), ⚭ (1) Robert de Umfraville († vor 1368), Sohn von Gilbert de Umfravillie, ⚭ (2) William Ferrers, 3. Baron Ferrers of Groby (1333–1371)
- Isabel Percy († 1368) ⚭ William de Aton, 2. Baron Aton
- Matilda Percy (um 1335–1379) ⚭ John Neville, 3. Baron Neville de Raby
- Eleanor Percy (um 1336–1361) ⚭ John Fitzwalter, 3. Baron Fitzwalter

Nach seinem Testament, das er, vielleicht angesichts des Schwarzen Tods, am 13. September 1349 gemacht hatte, wollte er in Sawley Abbey begraben werden, doch schließlich wurde er in Alnwick Abbey beigesetzt. Sein Erbe wurde sein ältester Sohn Henry. Dazu hinterließ er 1000 Mark in Florentiner Florins für einen Kreuzzug ins Heilige Land, den er selbst angesichts des fortwährenden Kriegs mit Schottland nicht antreten konnte und den einer seiner Erben an seiner Stelle unternehmen sollte.